# Згода (гміна Ланента)
Згода (пол. Zgoda) — село в Польщі, у гміні Ланента Кутновського повіту Лодзинського воєводства.
Населення — 88 осіб (2011).
У 1975-1998 роках село належало до Плоцького воєводства.

## Демографія
Демографічна структура станом на 31 березня 2011 року:
|          | Загалом | Допрацездатний вік | Працездатний вік | Постпрацездатний вік |
| -------- | ------- | ------------------ | ---------------- | -------------------- |
| Чоловіки | 50      | 22                 | 24               | 4                    |
| Жінки    | 38      | 6                  | 20               | 12                   |
| Разом    | 88      | 28                 | 44               | 16                   |